# Gubèrnia de Livònia
La gubèrnia de Livònia (rus: Лифляндская губерния Lifliàndskaia gubérnia; en alemany: Livländisches Gouvernement; en estonià: Liivimaa kubermang; en letó: Vidzemes Guberna), també conegut com a Governació de Livònia o Província de Livònia va ser una de les províncies bàltiques de l'Imperi Rus, ara dividida entre la República de Letònia i la República d'Estònia.

## Història
Des d'una perspectiva històrica, aquesta regió va formar part de la fortalesa dels Germans Livonians de l'Espasa, que el 1237 van passar a formar part de l'Orde Teutònic, del qual formaven la branca anomenada Orde Livonià. Cap al final de l'edat mitjana, ja havia passat a nominar-se amb el topònim de Livònia no solament la part antiga, sinó també Curlàndia i Estònia. El 1620, la major part de Livònia va ser conquerida per Suècia. El territori va ser conquerit per l'Imperi Rus durant la Gran Guerra del Nord, i després de la Capitulació d'Estònia i Livònia, el 1710, es va formar la governació de Livònia. Formalment, va ser cedida a Rússia en el Tractat de Nystad el 1721, juntament amb l'Estònia Sueca i l'Íngria sueca. Durant la reordenació administrativa posterior, la província va passar a dir-se el 1796 Govern de Livònia.
Les províncies bàltiques com Livònia van ocupar un lloc especial a l'Imperi Rus, per la influència de segles dels germanobàltics que havien fet feus predominantment protestants i de parla alemanya. L'autonomia de les ciutats era més desenvolupada que a la resta de l'imperi i la condició de serf havia desaparegut a començament del segle xix. Però per a Rússia, les províncies del Bàltic tenien, més enllà de la seva importància estratègica i econòmica, un valor exemplar: igual que Sant Petersburg va ser construït en un terreny pres a Suècia, totes les províncies bàltiques es mereixien el sobrenom de «finestra a l'Occident». No solament els junkers i els burgesos eren germanòfens, sinó els autòctons livonians i letons eren seguidors del protestantisme luterà.
Amb el Tractat de Brest-Litovsk el 3 de març de 1918, la Rússia bolxevic va acceptar la pèrdua del Govern de Livònia i pels acords celebrats a Berlín el 27 d'agost de 1918, la Governació Autònoma d'Estònia i la Governació de Livònia van ser separades de Rússia.

## Divisió administrativa

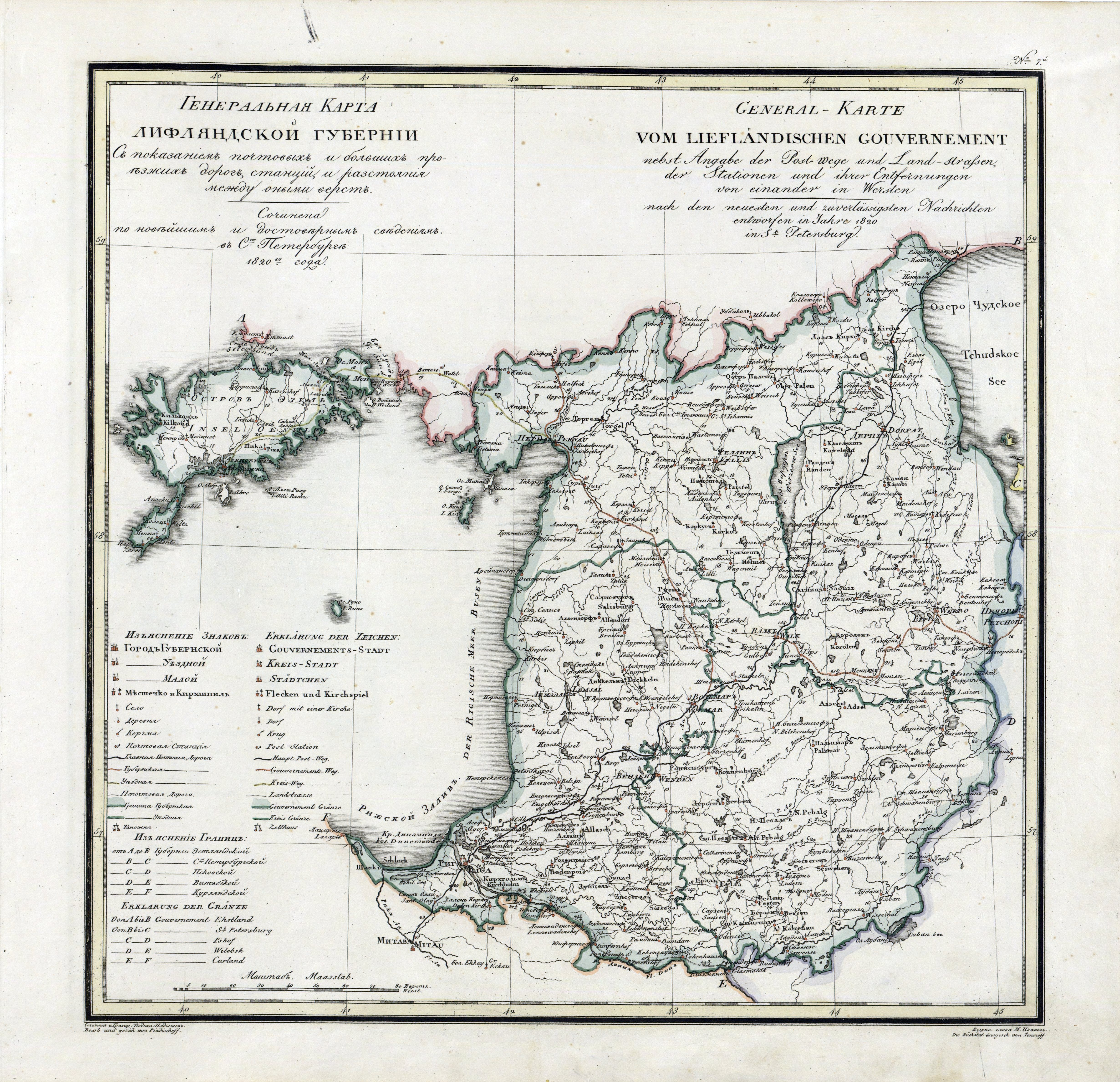
Govern de Livònia (1820)

El Govern de Livònia es va dividir en nou districtes: 
- Riga (ara a Letònia)
- Wolmar (ara Valmiera a Letònia)
- Wenden (ara Cesis a Letònia)
- Walk (ara Valga a Estònia)
- Dorpat (de 1893 Tartu a Estònia)
- Werro (ara Võru a Estònia)
- Pernau (ara Pärnu a Estònia)
- Fellin (ara Viljandi a Estònia)
- Oesel (ara Saaremaa a Estònia).

## Llengües
Segons el cens imperial de 1897. En negreta les llengües més parlades que la pròpia de l'Estat.
| llengua        | nombre    | percentatge (%) | homes   | dones   |
| -------------- | --------- | --------------- | ------- | ------- |
| Letó           | 563 929   | 43,4            | 271 215 | 292 714 |
| Estonià        | 518 594   | 39,91           | 247 348 | 271 246 |
| Alemany        | 98 573    | 7,58            | 44 770  | 53 803  |
| Rus            | 68 124    | 5,24            | 38 844  | 29 280  |
| Ídix           | 23 728    | 1,82            | 12 189  | 11 539  |
| Polonès        | 15 132    | 1,16            | 8 321   | 6 811   |
| Lituà          | 6 594     | 0,5             | 4 131   | 2 463   |
| sense resposta | 154       | >0,1            | 71      | 83      |
| Altres         | 4 537     | 0,34            | 3 109   | 1 428   |
| Total          | 1 299 365 | 100             | 629 992 | 669 373 |